# 假铁草
假铁草（学名：Pseudanthistiria heteroclita）为禾本科假铁秆草属下的一个种。

## 扩展阅读
- 維基物種上的相關：假铁草